# 5. Jagddivision
Die 5. Jagddivision war ein Verband der Luftwaffe der Wehrmacht im Zweiten Weltkrieg.

## Geschichte
Die 5. Jagddivision wurde im Juni 1943 in Schleißheim aus der umbenannten Dienststelle des Jagdfliegerführers Süddeutschland, unter dem XII. Fliegerkorps gebildet. Diese führte Jagdfliegerverbände im süddeutschen Raum und war verantwortlich für die Aufklärung und Abwehr feindlicher Einflüge in diesem Raum.
Die Division erhielt am 15. September 1943 die neue Bezeichnung 7. Jagd-Division. Gleichzeitig entstand in Paris, im besetzten Frankreich, aus Teilen der Dienststelle des Höheren Jagdfliegerführers West und des Jagdfliegerführers Paris eine neue 5. Jagddivision. Diese war dem II. Jagdkorps der Luftflotte 3 zugeteilt und nahm ihre Aufgaben im Raum Paris wahr. Nach der erfolgreichen alliierten Landung in der Normandie musste sich die Division im August nach Karlsruhe zurückziehen und wurde am 26. Januar 1945 in die 16. Fliegerdivision umgewandelt.

## Personen

### Divisionskommandeur
| Dienstgrad      | Name                     | Datum                                    |
| --------------- | ------------------------ | ---------------------------------------- |
| Generalleutnant | Walter Schwabedissen     | 5. September 1943 bis 15. September 1944 |
| Oberst          | Harry von Bülow-Bothkamp | September 1943 bis November 1943         |
| Generalleutnant | Joachim-Friedrich Huth   | 11. November 1943 bis 5. Februar 1944    |
| Oberst          | Karl Hentschel           | 6. Februar 1944 bis 26. Januar 1945      |

### Erster Generalstabsoffizier
| Dienstgrad | Name                   | Datum                                   |
| ---------- | ---------------------- | --------------------------------------- |
| Major      | Siegfried von Eschwege | 15. September 1943 bis 14. Oktober 1943 |
| Hauptmann  | Siegfried Bethke       | 6. Juni 1944 bis 6. August 1944         |
| Major      | Siegfried von Eschwege | 3. Oktober 1944 bis 26. Januar 1945     |

## Unterstellung
| Unterstellung           | von            | bis            |
| ----------------------- | -------------- | -------------- |
| XII. Fliegerkorps       | Juni 1943      | September 1943 |
| II. Jagdkorps           | September 1943 | Oktober 1944   |
| Luftwaffenkommando West | Oktober 1944   | Januar 1945    |

## Unterstellte Verbände
| 6. Juni 1944                                                          |                                                                                          |
| --------------------------------------------------------------------- | ---------------------------------------------------------------------------------------- |
| 6. Juni 1944                                                          | Jagdfliegerführer 5 mit dem Stab, I. und II./Jagdgeschwader 2, II./Nachtjagdgeschwader 4 |
| 29. November 1944                                                     |                                                                                          |
| Stab, II. und IV./Jagdgeschwader 53; I. und II./Nachtjagdgeschwader 6 |                                                                                          |